# 11e étape du Tour d'Italie 2019
Pour un article plus général, voir Tour d'Italie 2019.
La 11e étape du Tour d'Italie 2019 se déroule le mercredi 22 mai 2019, entre Carpi et Novi Ligure, sur une distance de 206 km.

## Parcours
Comme lors de la journée précédente, l'étape est plate jusqu'aux confins de la plaine du Pô et est propice à une arrivée groupée à Novi Ligure, ville d'enfance du champion italien, Fausto Coppi dont on fête cette année le centenaire de la naissance. Les trois derniers kilomètres sont presque en ligne droite sur une route large.

## Déroulement de la course
Le peloton de 162 coureurs, passe le km 0 à 12 h 08. Matteo Moschetti (Trek-Segafredo) est non-partant. Trois coureurs se dégagent rapidement : Marco Frapporti, Mirco Maestri et Damiano Cima. Les trois hommes creusent un écart rapidement allant jusqu'à le stabiliser à 5 minutes 30. Comme souvent, Miles Scotson travaille pour Arnaud Démare. Il est accompagné de Victor Campenaerts et un Deceuninck-Quick Step. L'écart redescend à 4 minutes à l'approche des cent des derniers kilomètres. Le sprint intermédiaire de San Zenone al Po est remporté par Damiano Cima. Dans le peloton, Arnaud Démare passe devant Pascal Ackermann et reprend provisoirement le maillot cyclamen pour 1 point.
À 60 km de l'arrivée, l'écart n'est plus que de trois minutes entre les deux groupes. Le peloton se rapproche des échappées, les équipiers de sprinteurs se placent en tête de peloton. Mirco Maestri passe en tête du second sprint intermédiaire. Les trois hommes sont repris à 25 km de l'arrivée. Le sprint peut commencer à se préparer. C'est un vent de face qui accompagne les coureurs en cette fin d'étape. Elia Viviani, Pascal Ackermann et Arnaud Démare sont côte à côte à 7 km de l'arrivée. Christian Knees tente sa chance à un peu plus de quatre kilomètres de l'arrivée et est repris rapidement. Sous la flamme rouge, le train de Groupama-FDJ est suivi par la Bora-Hansgrohe. Pascal Ackermann lance son sprint mais il est débordé par Caleb Ewan qui remporte son deuxième succès sur ce Giro devant Arnaud Démare, qui a été enfermé et qui récupère le maillot cyclamen. Valerio Conti conserve son maillot rose. Après l'étape, Elia Viviani annonce qu'il arrête son tour national sans avoir remporté de victoire.

## Résultats

### Classement de l'étape
| \| Classement de l'étape \| Classement de l'étape \| Classement de l'étape \| Classement de l'étape \| Classement de l'étape \| \| Coureur \| Coureur \| Pays \| Équipe \| Temps \| \| --------------------- \| --------------------- \| --------------------- \| ---------------------- \| --------------------- \| \| 1er \| Caleb Ewan \| Australie \| Lotto-Soudal \| 5 h 17 min 26 s \| \| 2e \| Arnaud Démare \| France \| Groupama-FDJ \| + 0 s \| \| 3e \| Pascal Ackermann \| Allemagne \| Bora-Hansgrohe \| + 0 s \| \| 4e \| Elia Viviani \| Italie \| Deceuninck-Quick Step \| + 0 s \| \| 5e \| Davide Cimolai \| Italie \| Israel Cycling Academy \| + 0 s \| \| 6e \| Simone Consonni \| Italie \| UAE Team Emirates \| + 0 s \| \| 7e \| Ryan Gibbons \| Afrique du Sud \| Dimension Data \| + 0 s \| \| 8e \| Giacomo Nizzolo \| Italie \| Dimension Data \| + 0 s \| \| 9e \| Jakub Mareczko \| Italie \| CCC Team \| + 0 s \| \| 10e \| Sean Bennett \| États-Unis \| EF Education First \| + 0 s \| |                  |                |                        |                 |
| |                  |                |                        |                 |
| Source : ProCyclingStats |                  |                |                        |                 |
| Classement de l'étape |                  |                |                        |                 |
| Coureur | Coureur          | Pays           | Équipe                 | Temps           |
| 1er | Caleb Ewan       | Australie      | Lotto-Soudal           | 5 h 17 min 26 s |
| 2e | Arnaud Démare    | France         | Groupama-FDJ           | + 0 s           |
| 3e | Pascal Ackermann | Allemagne      | Bora-Hansgrohe         | + 0 s           |
| 4e | Elia Viviani     | Italie         | Deceuninck-Quick Step  | + 0 s           |
| 5e | Davide Cimolai   | Italie         | Israel Cycling Academy | + 0 s           |
| 6e | Simone Consonni  | Italie         | UAE Team Emirates      | + 0 s           |
| 7e | Ryan Gibbons     | Afrique du Sud | Dimension Data         | + 0 s           |
| 8e | Giacomo Nizzolo  | Italie         | Dimension Data         | + 0 s           |
| 9e | Jakub Mareczko   | Italie         | CCC Team               | + 0 s           |
| 10e | Sean Bennett     | États-Unis     | EF Education First     | + 0 s           |

## Classements à l'issue de l'étape

### Classement général
| \| Classement général \| Classement général \| Classement général \| Classement général \| Classement général \| \| Coureur \| Coureur \| Pays \| Équipe \| Temps \| \| ------------------ \| ------------------ \| ------------------ \| --------------------------- \| ------------------ \| \| 1er \| Valerio Conti \| Italie \| UAE Team Emirates \| 45 h 02 min 05 s \| \| 2e \| Primož Roglič \| Slovénie \| Team Jumbo-Visma \| + 1 min 50 s \| \| 3e \| Nans Peters \| France \| AG2R La Mondiale \| + 2 min 21 s \| \| 4e \| José Joaquín Rojas \| Espagne \| Movistar Team \| + 2 min 33 s \| \| 5e \| Fausto Masnada \| Italie \| Androni Giocattoli-Sidermec \| + 2 min 36 s \| \| 6e \| Andrey Amador \| Costa Rica \| Movistar Team \| + 2 min 39 s \| \| 7e \| Amaro Antunes \| Portugal \| CCC Team \| + 3 min 05 s \| \| 8e \| Valentin Madouas \| France \| Groupama-FDJ \| + 3 min 27 s \| \| 9e \| Giovanni Carboni \| Italie \| Bardiani CSF \| + 3 min 30 s \| \| 10e \| Pello Bilbao \| Espagne \| Astana \| + 3 min 32 s \| |                    |            |                             |                  |
| |                    |            |                             |                  |
| Source : ProCyclingStats |                    |            |                             |                  |
| Classement général |                    |            |                             |                  |
| Coureur | Coureur            | Pays       | Équipe                      | Temps            |
| 1er | Valerio Conti      | Italie     | UAE Team Emirates           | 45 h 02 min 05 s |
| 2e | Primož Roglič      | Slovénie   | Team Jumbo-Visma            | + 1 min 50 s     |
| 3e | Nans Peters        | France     | AG2R La Mondiale            | + 2 min 21 s     |
| 4e | José Joaquín Rojas | Espagne    | Movistar Team               | + 2 min 33 s     |
| 5e | Fausto Masnada     | Italie     | Androni Giocattoli-Sidermec | + 2 min 36 s     |
| 6e | Andrey Amador      | Costa Rica | Movistar Team               | + 2 min 39 s     |
| 7e | Amaro Antunes      | Portugal   | CCC Team                    | + 3 min 05 s     |
| 8e | Valentin Madouas   | France     | Groupama-FDJ                | + 3 min 27 s     |
| 9e | Giovanni Carboni   | Italie     | Bardiani CSF                | + 3 min 30 s     |
| 10e | Pello Bilbao       | Espagne    | Astana                      | + 3 min 32 s     |

| Classement par points | Classement par points | Classement par points | Classement par points      | Classement par points |
| Coureur               | Coureur               | Pays                  | Équipe                     | Points                |
| --------------------- | --------------------- | --------------------- | -------------------------- | --------------------- |
| 1er                   | Arnaud Démare         | France                | Groupama-FDJ               | 194 pts               |
| 2e                    | Pascal Ackermann      | Allemagne             | Bora-Hansgrohe             | 183 pts               |
| 3e                    | Caleb Ewan            | Australie             | Lotto-Soudal               | 159 pts               |
| 4e                    | Richard Carapaz       | Équateur              | Movistar Team              | 50 pts                |
| 5e                    | Davide Cimolai        | Italie                | Israel Cycling Academy     | 50 pts                |
| 6e                    | Damiano Cima          | Italie                | Nippo-Vini Fantini-Faizanè | 44 pts                |
| 7e                    | Primož Roglič         | Slovénie              | Team Jumbo-Visma           | 42 pts                |
| 8e                    | Elia Viviani          | Italie                | Deceuninck-Quick Step      | 39 pts                |
| 9e                    | Rüdiger Selig         | Allemagne             | Bora-Hansgrohe             | 38 pts                |
| 10e                   | Giacomo Nizzolo       | Italie                | Dimension Data             | 38 pts                |

| Classement par points | Classement par points | Classement par points | Classement par points      | Classement par points |
| Coureur               | Coureur               | Pays                  | Équipe                     | Points                |
| --------------------- | --------------------- | --------------------- | -------------------------- | --------------------- |
| 1er                   | Arnaud Démare         | France                | Groupama-FDJ               | 194 pts               |
| 2e                    | Pascal Ackermann      | Allemagne             | Bora-Hansgrohe             | 183 pts               |
| 3e                    | Caleb Ewan            | Australie             | Lotto-Soudal               | 159 pts               |
| 4e                    | Richard Carapaz       | Équateur              | Movistar Team              | 50 pts                |
| 5e                    | Davide Cimolai        | Italie                | Israel Cycling Academy     | 50 pts                |
| 6e                    | Damiano Cima          | Italie                | Nippo-Vini Fantini-Faizanè | 44 pts                |
| 7e                    | Primož Roglič         | Slovénie              | Team Jumbo-Visma           | 42 pts                |
| 8e                    | Elia Viviani          | Italie                | Deceuninck-Quick Step      | 39 pts                |
| 9e                    | Rüdiger Selig         | Allemagne             | Bora-Hansgrohe             | 38 pts                |
| 10e                   | Giacomo Nizzolo       | Italie                | Dimension Data             | 38 pts                |

| Classement de la montagne | Classement de la montagne | Classement de la montagne | Classement de la montagne   | Classement de la montagne |
| Coureur                   | Coureur                   | Pays                      | Équipe                      | Points                    |
| ------------------------- | ------------------------- | ------------------------- | --------------------------- | ------------------------- |
| 1er                       | Giulio Ciccone            | Italie                    | Trek-Segafredo              | 32 pts                    |
| 2e                        | Primož Roglič             | Slovénie                  | Team Jumbo-Visma            | 22 pts                    |
| 3e                        | Fausto Masnada            | Italie                    | Androni Giocattoli-Sidermec | 18 pts                    |
| 4e                        | Antonio Pedrero           | Espagne                   | Movistar Team               | 18 pts                    |
| 5e                        | Marco Frapporti           | Italie                    | Androni Giocattoli-Sidermec | 15 pts                    |
| 6e                        | Valerio Conti             | Italie                    | UAE Team Emirates           | 8 pts                     |
| 7e                        | Bauke Mollema             | Pays-Bas                  | Trek-Segafredo              | 8 pts                     |
| 8e                        | Andrey Zeits              | Kazakhstan                | Astana                      | 8 pts                     |
| 9e                        | François Bidard           | France                    | AG2R La Mondiale            | 7 pts                     |
| 10e                       | Giovanni Carboni          | Italie                    | Bardiani CSF                | 6 pts                     |

| Classement de la montagne | Classement de la montagne | Classement de la montagne | Classement de la montagne   | Classement de la montagne |
| Coureur                   | Coureur                   | Pays                      | Équipe                      | Points                    |
| ------------------------- | ------------------------- | ------------------------- | --------------------------- | ------------------------- |
| 1er                       | Giulio Ciccone            | Italie                    | Trek-Segafredo              | 32 pts                    |
| 2e                        | Primož Roglič             | Slovénie                  | Team Jumbo-Visma            | 22 pts                    |
| 3e                        | Fausto Masnada            | Italie                    | Androni Giocattoli-Sidermec | 18 pts                    |
| 4e                        | Antonio Pedrero           | Espagne                   | Movistar Team               | 18 pts                    |
| 5e                        | Marco Frapporti           | Italie                    | Androni Giocattoli-Sidermec | 15 pts                    |
| 6e                        | Valerio Conti             | Italie                    | UAE Team Emirates           | 8 pts                     |
| 7e                        | Bauke Mollema             | Pays-Bas                  | Trek-Segafredo              | 8 pts                     |
| 8e                        | Andrey Zeits              | Kazakhstan                | Astana                      | 8 pts                     |
| 9e                        | François Bidard           | France                    | AG2R La Mondiale            | 7 pts                     |
| 10e                       | Giovanni Carboni          | Italie                    | Bardiani CSF                | 6 pts                     |

| Classement du meilleur jeune | Classement du meilleur jeune | Classement du meilleur jeune | Classement du meilleur jeune | Classement du meilleur jeune |
| Coureur                      | Coureur                      | Pays                         | Équipe                       | Temps                        |
| ---------------------------- | ---------------------------- | ---------------------------- | ---------------------------- | ---------------------------- |
| 1er                          | Nans Peters                  | France                       | AG2R La Mondiale             | 45 h 04 min 26 s             |
| 2e                           | Valentin Madouas             | France                       | Groupama-FDJ                 | + 1 min 06 s                 |
| 3e                           | Giovanni Carboni             | Italie                       | Bardiani CSF                 | + 1 min 09 s                 |
| 4e                           | Hugh Carthy                  | Royaume-Uni                  | EF Education First           | + 2 min 15 s                 |
| 5e                           | Sam Oomen                    | Pays-Bas                     | Team Sunweb                  | + 2 min 41 s                 |
| 6e                           | Pavel Sivakov                | Russie                       | Team Ineos                   | + 3 min 40 s                 |
| 7e                           | Miguel Ángel López           | Colombie                     | Astana                       | + 3 min 58 s                 |
| 8e                           | Tao Geoghegan Hart           | Royaume-Uni                  | Team Ineos                   | + 4 min 37 s                 |
| 9e                           | Ben O'Connor                 | Australie                    | Dimension Data               | + 4 min 51 s                 |
| 10e                          | Andrea Vendrame              | Italie                       | Androni Giocattoli-Sidermec  | + 13 min 13 s                |

| Classement du meilleur jeune | Classement du meilleur jeune | Classement du meilleur jeune | Classement du meilleur jeune | Classement du meilleur jeune |
| Coureur                      | Coureur                      | Pays                         | Équipe                       | Temps                        |
| ---------------------------- | ---------------------------- | ---------------------------- | ---------------------------- | ---------------------------- |
| 1er                          | Nans Peters                  | France                       | AG2R La Mondiale             | 45 h 04 min 26 s             |
| 2e                           | Valentin Madouas             | France                       | Groupama-FDJ                 | + 1 min 06 s                 |
| 3e                           | Giovanni Carboni             | Italie                       | Bardiani CSF                 | + 1 min 09 s                 |
| 4e                           | Hugh Carthy                  | Royaume-Uni                  | EF Education First           | + 2 min 15 s                 |
| 5e                           | Sam Oomen                    | Pays-Bas                     | Team Sunweb                  | + 2 min 41 s                 |
| 6e                           | Pavel Sivakov                | Russie                       | Team Ineos                   | + 3 min 40 s                 |
| 7e                           | Miguel Ángel López           | Colombie                     | Astana                       | + 3 min 58 s                 |
| 8e                           | Tao Geoghegan Hart           | Royaume-Uni                  | Team Ineos                   | + 4 min 37 s                 |
| 9e                           | Ben O'Connor                 | Australie                    | Dimension Data               | + 4 min 51 s                 |
| 10e                          | Andrea Vendrame              | Italie                       | Androni Giocattoli-Sidermec  | + 13 min 13 s                |

| Classement par équipes | Classement par équipes      | Classement par équipes | Classement par équipes |
| Équipe                 | Équipe                      | Pays                   | Temps                  |
| ---------------------- | --------------------------- | ---------------------- | ---------------------- |
| 1re                    | Movistar Team               | Espagne                | 135 h 11 min 29 s      |
| 2e                     | Deceuninck-Quick Step       | Belgique               | + 6 min 53 s           |
| 3e                     | Androni Giocattoli-Sidermec | Italie                 | + 8 min 04 s           |
| 4e                     | Astana                      | Kazakhstan             | + 10 min 21 s          |
| 5e                     | EF Education First          | États-Unis             | + 11 min 10 s          |
| 6e                     | UAE Team Emirates           | Émirats arabes unis    | + 11 min 36 s          |
| 7e                     | AG2R La Mondiale            | France                 | + 12 min 20 s          |
| 8e                     | Mitchelton-Scott            | Australie              | + 12 min 43 s          |
| 9e                     | Bora-hansgrohe              | Allemagne              | + 14 min 37 s          |
| 10e                    | Team Sunweb                 | Allemagne              | + 16 min 55 s          |

| Classement par équipes | Classement par équipes      | Classement par équipes | Classement par équipes |
| Équipe                 | Équipe                      | Pays                   | Temps                  |
| ---------------------- | --------------------------- | ---------------------- | ---------------------- |
| 1re                    | Movistar Team               | Espagne                | 135 h 11 min 29 s      |
| 2e                     | Deceuninck-Quick Step       | Belgique               | + 6 min 53 s           |
| 3e                     | Androni Giocattoli-Sidermec | Italie                 | + 8 min 04 s           |
| 4e                     | Astana                      | Kazakhstan             | + 10 min 21 s          |
| 5e                     | EF Education First          | États-Unis             | + 11 min 10 s          |
| 6e                     | UAE Team Emirates           | Émirats arabes unis    | + 11 min 36 s          |
| 7e                     | AG2R La Mondiale            | France                 | + 12 min 20 s          |
| 8e                     | Mitchelton-Scott            | Australie              | + 12 min 43 s          |
| 9e                     | Bora-hansgrohe              | Allemagne              | + 14 min 37 s          |
| 10e                    | Team Sunweb                 | Allemagne              | + 16 min 55 s          |

## Abandons
- Aucun